# سانتیاگو ماخیل
سانتیاگو ماخیل (اسپانیایی: Santiago Magill‎؛ زادهٔ ۱۷ ژانویهٔ ۱۹۷۷) بازیگر اهل پرو است.
از فیلم‌هایی که وی در آن‌ها نقش داشته‌است، می‌توان به گردباد و پیش از آغاز شب اشاره نمود.